# اشک هور
 اشک هور  یک فیلم ایرانی به کارگردانی مهدی جعفری و تهیه‌کنندگی مجتبی فرآورده محصول سال ۱۴۰۳ است. این فیلم که برشی از روزهای آخر زندگی علی هاشمی را نشان می‌دهد، برشی سینمایی از یک سریال تلویزیونی پخش‌نشده به نام قرارگاه سری نصرت است.

## داستان
«سفره شام ننه علی بازمانده بود. صدای آژیر قرمز و صدای ضدهوایی‌ها در عمقِ تاریکِ کوچه او را نگران می‌کرد. ننه علی درانتظار آمدن پسرش از جبهه، آرام روی سکویِ جلوی در نشست…»

## بازیگران
- رؤیا افشار
- ساره رشیدی
- تورج الوند
- رضا ثامری
- میثم رازفر
- شبنم گودرزی